# 薮内站
藪内站（：／ Sunae yeok */?）是水仁·盆唐線沿線的一座地下車站，位於韓國京畿道城南市盆唐區藪內洞，韓語副站名是「韓國職業世界館」（한국잡월드）。

## 車站結構
站體為2面2線側式月台的地下車站，候車月台設有月台幕門。

### 月台配置
| ↑ 書峴 |
| \| １  |
| 亭子 ↓ |

| 月台 | 路線                   | 目的地                       |
| ---- | ---------------------- | ---------------------------- |
| 1    | ●首都圈電鐵水仁·盆唐線 | 亭子、竹田、器興、水原方向   |
| 2    | ●首都圈電鐵水仁·盆唐線 | 書峴、牡丹、宣陵、往十里方向 |

## 歷史
- 1994年9月1日：草林站（초림역）落成啟用。
- 2002年9月25日：改为现名。

## 车站周边
- 盆唐高中
- 草林小学
- 盆唐中央公园
- 炭川
- 盆唐区厅
- 國立職業世界館（朝鲜语：한국잡월드）

## 相鄰車站
韓國鐵道公社
●首都圈電鐵水仁·盆唐線
緩行
書峴（K228）－藪內（K229）－亭子（K230）